# Myzornis pyrrhoura
El timalí melero (Myzornis pyrrhoura) es una especie de ave paseriforme de la familia Sylviidae, anteriormente clasificada dentro de la familia Timaliidae. Es la única especie del género Myzornis.
Se encuentra en los bosques de montaña del Himalaya y sus estribaciones orientales, distribuido por Bután, el noreste de la India, Nepal, Birmania y China suroccidental.